# يهود ضد الصهيونية
يهود ضد الصهيونية: المجلس الأمريكي لليهودية، 1942-1948 هو كتاب كتبه توماس أ. كولسكي أستاذ التاريخ والعلوم السياسية في كلية مجتمع مقاطعة مونتغومري عام 1990، استنادًا إلى أطروحة الدكتوراه في جامعة جورج واشنطن.
في كتابه يهود ضد الصهيونية، يصف كولسكي تاريخ المجلس الأمريكي لليهودية، وهو منظمة تم إنشاؤها خصيصًا لمحاربة كل من الصهيونية والدولة اليهودية.